# لین آلن
لین آلن (انگلیسی: Lane Allen؛ با نام تولد آلبرت ادوارد ووتن؛ ۴ اوت ۱۹۱۴ – ۵ اوت ۱۹۹۵) بازیگر، کارگردان بازیگری و مأمور استعدادیابی آمریکایی بود. او سه بار ازدواج کرد. دفعه اول با بتی وایت (۱۹۴۷–۱۹۴۹) بار دوم با رندی استوارت (۱۹۵۴–۱۹۶۸) و سرانجام با رامونا مک‌کی.

## زندگی شخصی
آلن در ۴ اوت ۱۹۱۴ در تورنتو با نام آلبرت ادوارد ووتن به دنیا آمد. او به ایالات متحده مهاجرت و در آنجا به عنوان عامل استعدادیابی فعالیت داشت. او در سال ۱۹۴۷ با بتی وایت ازدواج کرد، اما دو سال بعد بر اساس اختلاف نظر طلاق گرفتند. در سال ۱۹۵۴ با رندی استوارت ازدواج کرد. این زوج بعداً در سال ۱۹۶۸ از هم جدا شدند. آلن در سال ۱۹۷۱ با رامونا مک کی ازدواج کرد که این ازدواج تا زمان مرگ پایدار بود. او در ۸۱ سالگی در ۵ اوت ۱۹۹۵ در لس آنجلس درگذشت.